# ノースカロライナ州の都市圏の一覧
本項目はノースカロライナ州の都市圏の一覧（ノースカロライナしゅうのとしけんのいちらん）である。
アメリカ合衆国国勢調査局は、ノースカロライナ州に合同統計地域（CSA/広域都市圏）9ヶ所、大都市統計地域（MSA/都市圏）16ヶ所、および小都市統計地域（μSA/小都市圏）23ヶ所を定義している。下表には、左列より以下の情報を示す。
- 合同統計地域（定義されている場合）の名称
- 合同統計地域の人口
- コアベース統計地域（大都市統計地域および小都市統計地域）の名称
- コアベース統計地域の人口
- 各統計地域に含まれる郡の名称
- 各統計地域に含まれる郡の人口

なお、下表においては、ノースカロライナ州と他州にまたがる合同統計地域およびコアベース統計地域については、名称と統計地域の総人口を青緑色で、ノースカロライナ州内の人口を黒色でそれぞれ示す。また、他州のコアベース統計地域、郡、および独立市については、その名称と人口を緑色でそれぞれ示す。
下表における人口の数値はすべて2020年に行われた国勢調査時のものである。また、合同統計地域、コアベース統計地域（大都市統計地域・小都市統計地域）のいずれも、2023年7月21日時点での定義に従う。

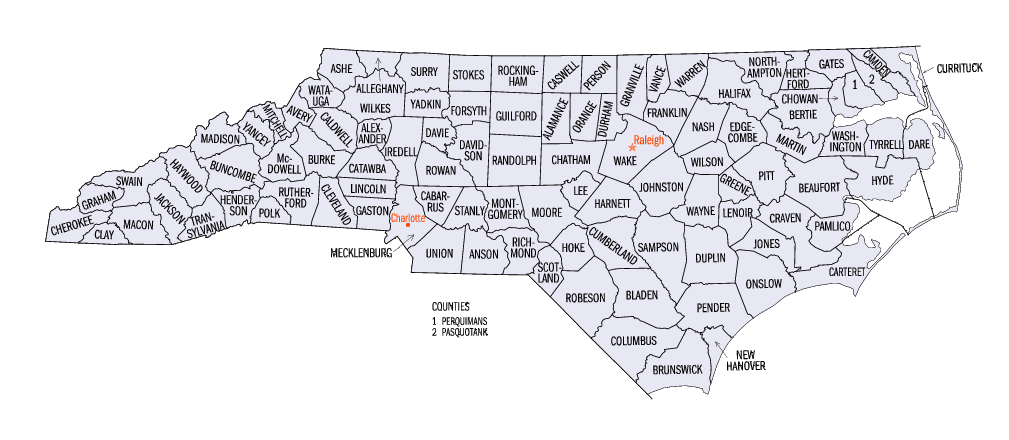
ノースカロライナ州の100郡を示す地図

| 合同統計地域                                                 | 人口                | コアベース統計地域                                 | 人口                | 郡                                 | 人口      |
| ------------------------------------------------------------ | ------------------- | -------------------------------------------------- | ------------------- | ---------------------------------- | --------- |
| シャーロット・コンコード広域都市圏                           | 3,232,206 2,821,806 | シャーロット・コンコード・ガストニア都市圏         | 2,660,329 2,249,929 | メクレンバーグ郡                   | 1,115,482 |
| シャーロット・コンコード広域都市圏                           | 3,232,206 2,821,806 | シャーロット・コンコード・ガストニア都市圏         | 2,660,329 2,249,929 | サウスカロライナ州ヨーク郡         | 282,090   |
| シャーロット・コンコード広域都市圏                           | 3,232,206 2,821,806 | シャーロット・コンコード・ガストニア都市圏         | 2,660,329 2,249,929 | ユニオン郡                         | 238,267   |
| シャーロット・コンコード広域都市圏                           | 3,232,206 2,821,806 | シャーロット・コンコード・ガストニア都市圏         | 2,660,329 2,249,929 | ガストン郡                         | 227,943   |
| シャーロット・コンコード広域都市圏                           | 3,232,206 2,821,806 | シャーロット・コンコード・ガストニア都市圏         | 2,660,329 2,249,929 | カバラス郡                         | 225,804   |
| シャーロット・コンコード広域都市圏                           | 3,232,206 2,821,806 | シャーロット・コンコード・ガストニア都市圏         | 2,660,329 2,249,929 | アイアデル郡                       | 186,693   |
| シャーロット・コンコード広域都市圏                           | 3,232,206 2,821,806 | シャーロット・コンコード・ガストニア都市圏         | 2,660,329 2,249,929 | ローワン郡                         | 146,875   |
| シャーロット・コンコード広域都市圏                           | 3,232,206 2,821,806 | シャーロット・コンコード・ガストニア都市圏         | 2,660,329 2,249,929 | サウスカロライナ州ランカスター郡   | 96,016    |
| シャーロット・コンコード広域都市圏                           | 3,232,206 2,821,806 | シャーロット・コンコード・ガストニア都市圏         | 2,660,329 2,249,929 | リンカーン郡                       | 86,810    |
| シャーロット・コンコード広域都市圏                           | 3,232,206 2,821,806 | シャーロット・コンコード・ガストニア都市圏         | 2,660,329 2,249,929 | サウスカロライナ州チェスター郡     | 32,294    |
| シャーロット・コンコード広域都市圏                           | 3,232,206 2,821,806 | シャーロット・コンコード・ガストニア都市圏         | 2,660,329 2,249,929 | アンソン郡                         | 22,055    |
| シャーロット・コンコード広域都市圏                           | 3,232,206 2,821,806 | ヒッコリー・レノア・モーガントン都市圏             | 365,276             | カトーバ郡                         | 160,610   |
| シャーロット・コンコード広域都市圏                           | 3,232,206 2,821,806 | ヒッコリー・レノア・モーガントン都市圏             | 365,276             | バーク郡                           | 87,570    |
| シャーロット・コンコード広域都市圏                           | 3,232,206 2,821,806 | ヒッコリー・レノア・モーガントン都市圏             | 365,276             | コールドウェル郡                   | 80,652    |
| シャーロット・コンコード広域都市圏                           | 3,232,206 2,821,806 | ヒッコリー・レノア・モーガントン都市圏             | 365,276             | アレクサンダー郡                   | 36,444    |
| シャーロット・コンコード広域都市圏                           | 3,232,206 2,821,806 | シェルビー・キングスマウンテン小都市圏             | 99,519              | クリーブランド郡                   | 99,519    |
| シャーロット・コンコード広域都市圏                           | 3,232,206 2,821,806 | アルベマール小都市圏                               | 62,504              | スタンリー郡                       | 62,504    |
| シャーロット・コンコード広域都市圏                           | 3,232,206 2,821,806 | マリオン小都市圏                                   | 44,578              | マクドウェル郡                     | 44,578    |
| ローリー・ダーラム・ケーリー広域都市圏                       | 2,242,324           | ローリー・ケーリー都市圏                           | 1,413,982           | ウェイク郡                         | 1,129,410 |
| ローリー・ダーラム・ケーリー広域都市圏                       | 2,242,324           | ローリー・ケーリー都市圏                           | 1,413,982           | ジョンストン郡                     | 215,999   |
| ローリー・ダーラム・ケーリー広域都市圏                       | 2,242,324           | ローリー・ケーリー都市圏                           | 1,413,982           | フランクリン郡                     | 68,573    |
| ローリー・ダーラム・ケーリー広域都市圏                       | 2,242,324           | ダーラム・チャペルヒル都市圏                       | 588,911             | ダーラム郡                         | 324,833   |
| ローリー・ダーラム・ケーリー広域都市圏                       | 2,242,324           | ダーラム・チャペルヒル都市圏                       | 588,911             | オレンジ郡                         | 148,696   |
| ローリー・ダーラム・ケーリー広域都市圏                       | 2,242,324           | ダーラム・チャペルヒル都市圏                       | 588,911             | チャタム郡                         | 76,285    |
| ローリー・ダーラム・ケーリー広域都市圏                       | 2,242,324           | ダーラム・チャペルヒル都市圏                       | 588,911             | パーソン郡                         | 39,097    |
| ローリー・ダーラム・ケーリー広域都市圏                       | 2,242,324           | アンダーソンクリーク小都市圏                       | 133,568             | ハーネット郡                       | 133,568   |
| ローリー・ダーラム・ケーリー広域都市圏                       | 2,242,324           | サンフォード小都市圏                               | 63,285              | リー郡                             | 63,285    |
| ローリー・ダーラム・ケーリー広域都市圏                       | 2,242,324           | ヘンダーソン小都市圏                               | 42,578              | バンス郡                           | 42,578    |
| グリーンズボロ・ウィンストンセーラム・ハイポイント広域都市圏 | 1,695,306           | グリーンズボロ・ハイポイント都市圏                 | 776,566             | ギルフォード郡                     | 541,299   |
| グリーンズボロ・ウィンストンセーラム・ハイポイント広域都市圏 | 1,695,306           | グリーンズボロ・ハイポイント都市圏                 | 776,566             | ランドルフ郡                       | 144,171   |
| グリーンズボロ・ウィンストンセーラム・ハイポイント広域都市圏 | 1,695,306           | グリーンズボロ・ハイポイント都市圏                 | 776,566             | ロッキンガム郡                     | 91,096    |
| グリーンズボロ・ウィンストンセーラム・ハイポイント広域都市圏 | 1,695,306           | ウィンストンセーラム都市圏                         | 675,966             | フォーサイス郡                     | 382,590   |
| グリーンズボロ・ウィンストンセーラム・ハイポイント広域都市圏 | 1,695,306           | ウィンストンセーラム都市圏                         | 675,966             | デイビッドソン郡                   | 168,930   |
| グリーンズボロ・ウィンストンセーラム・ハイポイント広域都市圏 | 1,695,306           | ウィンストンセーラム都市圏                         | 675,966             | ストークス郡                       | 44,520    |
| グリーンズボロ・ウィンストンセーラム・ハイポイント広域都市圏 | 1,695,306           | ウィンストンセーラム都市圏                         | 675,966             | デイビー郡                         | 42,712    |
| グリーンズボロ・ウィンストンセーラム・ハイポイント広域都市圏 | 1,695,306           | ウィンストンセーラム都市圏                         | 675,966             | ヤドキン郡                         | 37,214    |
| グリーンズボロ・ウィンストンセーラム・ハイポイント広域都市圏 | 1,695,306           | バーリントン都市圏                                 | 171,415             | アラマンス郡                       | 171,415   |
| グリーンズボロ・ウィンストンセーラム・ハイポイント広域都市圏 | 1,695,306           | マウントエアリー小都市圏                           | 71,359              | サリー郡                           | 71,359    |
| フェイエットビル・ランバートン・パインハースト広域都市圏     | 680,187             | フェイエットビル都市圏                             | 386,810             | カンバーランド郡                   | 334,728   |
| フェイエットビル・ランバートン・パインハースト広域都市圏     | 680,187             | フェイエットビル都市圏                             | 386,810             | ホーク郡                           | 52,082    |
| フェイエットビル・ランバートン・パインハースト広域都市圏     | 680,187             | ランバートン小都市圏                               | 116,530             | ロブソン郡                         | 116,530   |
| フェイエットビル・ランバートン・パインハースト広域都市圏     | 680,187             | パインハースト・サザンパインズ都市圏               | 99,727              | ムーア郡                           | 99,727    |
| フェイエットビル・ランバートン・パインハースト広域都市圏     | 680,187             | ロッキンガム小都市圏                               | 42,946              | リッチモンド郡                     | 42,946    |
| フェイエットビル・ランバートン・パインハースト広域都市圏     | 680,187             | ローリンバーグ小都市圏                             | 34,174              | スコットランド郡                   | 34,174    |
| アシュビル・ウェインズビル・ブレバード広域都市圏             | 502,001             | アシュビル都市圏                                   | 406,926             | バンコム郡                         | 269,452   |
| アシュビル・ウェインズビル・ブレバード広域都市圏             | 502,001             | アシュビル都市圏                                   | 406,926             | ヘンダーソン郡                     | 116,281   |
| アシュビル・ウェインズビル・ブレバード広域都市圏             | 502,001             | アシュビル都市圏                                   | 406,926             | マディソン郡                       | 21,193    |
| アシュビル・ウェインズビル・ブレバード広域都市圏             | 502,001             | ウェインズビル小都市圏                             | 62,089              | ヘイウッド郡                       | 62,089    |
| アシュビル・ウェインズビル・ブレバード広域都市圏             | 502,001             | ブレバード小都市圏                                 | 32,986              | トランシルベニア郡                 | 32,986    |
|                                                              |                     | ウィルミントン都市圏                               | 422,598             | ニューハノーバー郡                 | 225,702   |
| ブランズウィック郡                                           | 136,693             | ウィルミントン都市圏                               | 422,598             |                                    |           |
| ペンダー郡                                                   | 60,203              | ウィルミントン都市圏                               | 422,598             |                                    |           |
| ロッキーマウント・ウィルソン・ロアノークラピッズ広域都市圏   | 288,747             | ロッキーマウント都市圏                             | 143,870             | ナッシュ郡                         | 94,970    |
| ロッキーマウント・ウィルソン・ロアノークラピッズ広域都市圏   | 288,747             | ロッキーマウント都市圏                             | 143,870             | エッジコム郡                       | 48,900    |
| ロッキーマウント・ウィルソン・ロアノークラピッズ広域都市圏   | 288,747             | ウィルソン小都市圏                                 | 78,784              | ウィルソン郡                       | 78,784    |
| ロッキーマウント・ウィルソン・ロアノークラピッズ広域都市圏   | 288,747             | ロアノークラピッズ小都市圏                         | 66,093              | ハリファックス郡                   | 48,622    |
| ロッキーマウント・ウィルソン・ロアノークラピッズ広域都市圏   | 288,747             | ロアノークラピッズ小都市圏                         | 66,093              | ノーサンプトン郡                   | 17,471    |
| グリーンビル・キンストン・ワシントン広域都市圏               | 270,017             | グリーンビル都市圏                                 | 170,243             | ピット郡                           | 170,243   |
| グリーンビル・キンストン・ワシントン広域都市圏               | 270,017             | キンストン小都市圏                                 | 55,122              | レノア郡                           | 55,122    |
| グリーンビル・キンストン・ワシントン広域都市圏               | 270,017             | ワシントン小都市圏                                 | 44,652              | ボーフォート郡                     | 44,652    |
|                                                              |                     | ジャクソンビル都市圏                               | 204,576             | オンスロー郡                       | 204,576   |
| ニューバーン・モアヘッドシティ広域都市圏                     | 189,854             | ニューバーン小都市圏                               | 122,168             | クレイブン郡                       | 100,720   |
| ニューバーン・モアヘッドシティ広域都市圏                     | 189,854             | ニューバーン小都市圏                               | 122,168             | パムリコ郡                         | 12,276    |
| ニューバーン・モアヘッドシティ広域都市圏                     | 189,854             | ニューバーン小都市圏                               | 122,168             | ジョーンズ郡                       | 9,172     |
| ニューバーン・モアヘッドシティ広域都市圏                     | 189,854             | モアヘッドシティ小都市圏                           | 67,686              | カータレット郡                     | 67,686    |
| バージニアビーチ・チェサピーク広域都市圏                     | 1,857,542 126,416   | バージニアビーチ・チェサピーク・ノーフォーク都市圏 | 1,780,059 48,933    | バージニア州バージニアビーチ市     | 459,470   |
| バージニアビーチ・チェサピーク広域都市圏                     | 1,857,542 126,416   | バージニアビーチ・チェサピーク・ノーフォーク都市圏 | 1,780,059 48,933    | バージニア州チェサピーク市         | 249,422   |
| バージニアビーチ・チェサピーク広域都市圏                     | 1,857,542 126,416   | バージニアビーチ・チェサピーク・ノーフォーク都市圏 | 1,780,059 48,933    | バージニア州ノーフォーク市         | 238,005   |
| バージニアビーチ・チェサピーク広域都市圏                     | 1,857,542 126,416   | バージニアビーチ・チェサピーク・ノーフォーク都市圏 | 1,780,059 48,933    | バージニア州ニューポートニューズ市 | 186,247   |
| バージニアビーチ・チェサピーク広域都市圏                     | 1,857,542 126,416   | バージニアビーチ・チェサピーク・ノーフォーク都市圏 | 1,780,059 48,933    | バージニア州ハンプトン市           | 137,148   |
| バージニアビーチ・チェサピーク広域都市圏                     | 1,857,542 126,416   | バージニアビーチ・チェサピーク・ノーフォーク都市圏 | 1,780,059 48,933    | バージニア州ポーツマス市           | 97,915    |
| バージニアビーチ・チェサピーク広域都市圏                     | 1,857,542 126,416   | バージニアビーチ・チェサピーク・ノーフォーク都市圏 | 1,780,059 48,933    | バージニア州サフォーク市           | 94,324    |
| バージニアビーチ・チェサピーク広域都市圏                     | 1,857,542 126,416   | バージニアビーチ・チェサピーク・ノーフォーク都市圏 | 1,780,059 48,933    | バージニア州ジェームズシティ郡     | 78,254    |
| バージニアビーチ・チェサピーク広域都市圏                     | 1,857,542 126,416   | バージニアビーチ・チェサピーク・ノーフォーク都市圏 | 1,780,059 48,933    | バージニア州ヨーク郡               | 70,045    |
| バージニアビーチ・チェサピーク広域都市圏                     | 1,857,542 126,416   | バージニアビーチ・チェサピーク・ノーフォーク都市圏 | 1,780,059 48,933    | バージニア州グロースター郡         | 38,711    |
| バージニアビーチ・チェサピーク広域都市圏                     | 1,857,542 126,416   | バージニアビーチ・チェサピーク・ノーフォーク都市圏 | 1,780,059 48,933    | バージニア州アイル・オブ・ワイト郡 | 38,606    |
| バージニアビーチ・チェサピーク広域都市圏                     | 1,857,542 126,416   | バージニアビーチ・チェサピーク・ノーフォーク都市圏 | 1,780,059 48,933    | カリタック郡                       | 28,100    |
| バージニアビーチ・チェサピーク広域都市圏                     | 1,857,542 126,416   | バージニアビーチ・チェサピーク・ノーフォーク都市圏 | 1,780,059 48,933    | バージニア州ウィリアムズバーグ市   | 15,425    |
| バージニアビーチ・チェサピーク広域都市圏                     | 1,857,542 126,416   | バージニアビーチ・チェサピーク・ノーフォーク都市圏 | 1,780,059 48,933    | バージニア州ポコソン市             | 12,460    |
| バージニアビーチ・チェサピーク広域都市圏                     | 1,857,542 126,416   | バージニアビーチ・チェサピーク・ノーフォーク都市圏 | 1,780,059 48,933    | ゲイツ郡                           | 10,478    |
| バージニアビーチ・チェサピーク広域都市圏                     | 1,857,542 126,416   | バージニアビーチ・チェサピーク・ノーフォーク都市圏 | 1,780,059 48,933    | カムデン郡                         | 10,355    |
| バージニアビーチ・チェサピーク広域都市圏                     | 1,857,542 126,416   | バージニアビーチ・チェサピーク・ノーフォーク都市圏 | 1,780,059 48,933    | バージニア州マシューズ郡           | 8,533     |
| バージニアビーチ・チェサピーク広域都市圏                     | 1,857,542 126,416   | バージニアビーチ・チェサピーク・ノーフォーク都市圏 | 1,780,059 48,933    | バージニア州サリー郡               | 6,561     |
| バージニアビーチ・チェサピーク広域都市圏                     | 1,857,542 126,416   | エリザベスシティ小都市圏                           | 40,568              | パスコタンク郡                     | 40,568    |
| バージニアビーチ・チェサピーク広域都市圏                     | 1,857,542 126,416   | キルデビルヒルズ小都市圏                           | 36,915              | デア郡                             | 36,915    |
|                                                              |                     | ゴールズボロ都市圏                                 | 117,333             | ウェイン郡                         | 117,333   |
|                                                              |                     | ノースウィルクスボロ小都市圏                       | 65,969              | ウィルクス郡                       | 65,969    |
|                                                              |                     | フォレストシティ小都市圏                           | 64,444              | ラザフォード郡                     | 64,444    |
|                                                              |                     | ブーン小都市圏                                     | 54,086              | ワタウガ郡                         | 54,086    |
| （設定無し）                                                 | （設定無し）        | （設定無し）                                       | （設定無し）        | グランビル郡                       | 60,992    |
| （設定無し）                                                 | （設定無し）        | （設定無し）                                       | （設定無し）        | サンプソン郡                       | 59,036    |
| （設定無し）                                                 | （設定無し）        | （設定無し）                                       | （設定無し）        | コロンバス郡                       | 50,623    |
| （設定無し）                                                 | （設定無し）        | （設定無し）                                       | （設定無し）        | デュプリン郡                       | 48,715    |
| （設定無し）                                                 | （設定無し）        | （設定無し）                                       | （設定無し）        | ジャクソン郡                       | 43,109    |
| （設定無し）                                                 | （設定無し）        | （設定無し）                                       | （設定無し）        | メーコン郡                         | 37,014    |
| （設定無し）                                                 | （設定無し）        | （設定無し）                                       | （設定無し）        | ブレーデン郡                       | 29,606    |
| （設定無し）                                                 | （設定無し）        | （設定無し）                                       | （設定無し）        | チェロキー郡                       | 28,774    |
| （設定無し）                                                 | （設定無し）        | （設定無し）                                       | （設定無し）        | アッシュ郡                         | 26,577    |
| （設定無し）                                                 | （設定無し）        | （設定無し）                                       | （設定無し）        | モントゴメリー郡                   | 25,751    |
| （設定無し）                                                 | （設定無し）        | （設定無し）                                       | （設定無し）        | キャスウェル郡                     | 22,736    |
| （設定無し）                                                 | （設定無し）        | （設定無し）                                       | （設定無し）        | マーティン郡                       | 22,031    |
| （設定無し）                                                 | （設定無し）        | （設定無し）                                       | （設定無し）        | ハートフォード郡                   | 21,552    |
| （設定無し）                                                 | （設定無し）        | （設定無し）                                       | （設定無し）        | グリーン郡                         | 20,451    |
| （設定無し）                                                 | （設定無し）        | （設定無し）                                       | （設定無し）        | ポーク郡                           | 19,328    |
| （設定無し）                                                 | （設定無し）        | （設定無し）                                       | （設定無し）        | ウォーレン郡                       | 18,642    |
| （設定無し）                                                 | （設定無し）        | （設定無し）                                       | （設定無し）        | ヤンシー郡                         | 18,470    |
| （設定無し）                                                 | （設定無し）        | （設定無し）                                       | （設定無し）        | バーティ郡                         | 17,934    |
| （設定無し）                                                 | （設定無し）        | （設定無し）                                       | （設定無し）        | アベリー郡                         | 17,806    |
| （設定無し）                                                 | （設定無し）        | （設定無し）                                       | （設定無し）        | ミッチェル郡                       | 14,903    |
| （設定無し）                                                 | （設定無し）        | （設定無し）                                       | （設定無し）        | スウェイン郡                       | 14,117    |
| （設定無し）                                                 | （設定無し）        | （設定無し）                                       | （設定無し）        | チョウォーン郡                     | 13,708    |
| （設定無し）                                                 | （設定無し）        | （設定無し）                                       | （設定無し）        | パーキマンス郡                     | 13,005    |
| （設定無し）                                                 | （設定無し）        | （設定無し）                                       | （設定無し）        | クレイ郡                           | 11,089    |
| （設定無し）                                                 | （設定無し）        | （設定無し）                                       | （設定無し）        | ワシントン郡                       | 11,003    |
| （設定無し）                                                 | （設定無し）        | （設定無し）                                       | （設定無し）        | アルゲイニー郡                     | 10,888    |
| （設定無し）                                                 | （設定無し）        | （設定無し）                                       | （設定無し）        | グラハム郡                         | 8,030     |
| （設定無し）                                                 | （設定無し）        | （設定無し）                                       | （設定無し）        | ハイド郡                           | 4,589     |
| （設定無し）                                                 | （設定無し）        | （設定無し）                                       | （設定無し）        | ティレル郡                         | 3,245     |

## 註
1. ↑  QuickFacts. U.S. Census Bureau. 2020年.
2. ↑  OMB Bulletin No. 23-01, Revised Delineations of Metropolitan Statistical Areas, Micropolitan Statistical Areas, and Combined Statistical Areas, and Guidance on Uses of the Delineations of These Areas. Office of Management and Budget. 2023年7月21日.